# Gasny
Gasny é uma comuna francesa na região administrativa da Normandia, no departamento de Eure. Estende-se por uma área de 12,91 km². Em 2010 a comuna tinha 3 117 habitantes (densidade: 241,4 hab./km²).